# Quyền (nước)
Quyền Quốc (tiếng Trung: 權國; bính âm: Quán Guó) là một nước chư hầu của nhà Chu. Những người cai trị Quyền là hậu duệ của Vũ Đinh, một vị vua của nhà Thương với họ Tử (子). Con trai của Vũ Đinh là Quyền Văn Đinh (权文丁) đã lập nên nước Quyền tại khu vực nay là trấn Mã Lương, huyện Sa Dương, Hồ Bắc, nằm bên cạnh nước Sở.

## Lịch sử
Vào thời nhà Hạ (khoảng 2070–1600 TCN) và nhà Thương, Trung Quốc được chia thành Cửu Châu, trong đó Kinh Môn ngày nay là một phần của Kinh Châu.
Vào thế kỷ 11 TCN Chu Công Đán đã nhận lệnh của Chu Thành Vương loan báo chỉ dụ đến các hậu duệ của vương thất họ Cơ (姬). Họ được ban cho vùng đất ở khu vực Thập Hồi kiều (拾回桥) ở huyện Sa Dương và tại đây họ đã lập nên nước Nhiễm Phụ (冉阝国), cũng gọi là nước Na (那国) và nước Quyền. Những người cai trị ban đầu của nước Quyền được ban tước hiệu "Quyền Giáp công" (权甲公 bính âm: Quán Jiǎ Gōng). Lịch sử của cả Na và Quyền và thời Tây Chu (1066–771 TCN) đều không được ghi lại.
Vào lúc bắt đầu thời Xuân Thu (771 TCN), thế lực của Sở lên cao và nước này dần mở rộng xuống phía nam. Những người cai trị Sở là Hùng Ngạc (熊鄂) và Nhược Ngao (若敖) (799–764 TCN) nóng lòng mở rộng xuống phía nam song muốn đạt được điều này thì cần phải diệt các nước Na, Quyền và đưa triều đình nhà Chu vào trướng của Sở.
Trong thời kỳ trị vì của Chu Hoàn Vương, năm 704 TCN, Sở Vũ Vương đã tấn công nước Tùy trong trận Tốc Kỉ (速杞之战) gần Tô Châu ngày nay. Đây chỉ là một phần trong chiến dịch quân sự của Sở Vương và ông sau đó đã xâm lược Quyền, lật đổ lãnh đạo thế hệ thứ 22 của họ Tử là Quyền Quy công (权归公). Sau đó, Sở lập một quận tại lãnh thổ cũ của Quyền và lập tể tướng Đẩu Mân (斗缗) làm quan cai quản.